# Picat
Picatは、論理プログラミングをベースとするマルチパラダイムの汎用プログラミング言語である。制約論理プログラミング言語であるen:B-Prologを発展させることによって開発された。

## 概要
Picatは、周能法(Neng-Fa Zhou)およびJonathan Fruhmanによって設計された。2012年12月に仕様が公開され、2013年5月に処理系がリリースされた。
Picatという名称は、次の単語の頭文字に由来する。
- Pattern-matching
- Imperative
- Constraints
- Actors
- Tabling

Picatのプログラムは、述語または関数の定義から構成される。述語または関数は、1個以上のルールによって定義される。
ルールにはバックトラックが可能なものとそうでないものとがあり、バックトラックが可能なルールを書くことによって、非決定的な述語を定義することができる。非決定的な関数は、定義することができない。
Picatは制約プログラミングをサポートしている。「ソルバーモジュール」と呼ばれる、cp(Constraint Programming)、sat(Satisfiability)、mip(Mixed Integer Programming)という三つのモジュールのいずれかをインポートすることによって、制約充足問題を記述することができるようになる。

## コード例
Hello worldは、次のように書くことができる。
```
main => println('Hello, World!').

```

次の例は、引数が、空リストまたはすべての要素が0であるリストならば成功する、allzeroという述語を定義するプログラムである。
```
allzero([])    => true.
allzero([0|T]) => allzero(T).

```

次の例は、最大公約数を求めるgcmという関数を定義するプログラムである。
```
gcm(N, 0) = N.
gcm(N, M) = G, M >= 1 => G = gcm(M, N mod M).

```

次の例は、ソルバーモジュールとしてcpを使用して、部分和問題の解をすべて出力するプログラムである。
```
import cp.

subset =>
    V = [A, B, C, D, E, F, G],
    V :: [0, 1],
    A*2 + B*3 + C*5 + D*8 + E*13 + F*21 + G*34 #= 50,
    solve(V),
    print(V),
    fail.

```

このプログラムは、{2, 3, 5, 8, 13, 21, 34}という集合の部分集合のうちで、要素の和が50になるものを求めるという部分和問題の解をすべて出力する（解は3個存在する）。このプログラムが出力する解の一つである[0,1,0,0,1,0,1]というリストは、{3, 13, 34}という部分集合を意味している。